# 야옹멍멍 귀여워
《야옹멍멍 귀여워》 또는 《진짜 귀여워》, 《너무 귀여워!》(Too Cute)는 애니멀 플래닛에서 방송된 미국의 반려동물 성장기 텔레비전 프로그램이다.

## 편성 시간
야옹멍멍 귀여워의 편성 시간은 매주 월요일 오후 1시 10분에 EBS 1TV에서, 오후 7시 25분에 EBS KIDS에서 각각 편성되며 15분 정도 방영된다. 그러나 같은 원제를 가지고 다른 표제어를 띈 skyPetpark에서는 2016년 6월 중순 안으로 편성되었지만 현재는 원스로 이름이 바뀌면서 더 이상 편성되지 않는다. 또한 OBS경인TV에서는 너무 귀여워!라는 표제어를 달고 방영한다.